# Sophie của Artois
Sophie của Artois (5 tháng 8 năm 1776 – 5 tháng 12 năm 1783) là con gái của Maria Teresa của Sardegna và Charles X của Pháp.